# Martin Lee (homme politique hongkongais)
Martin Lee (Lee Chu-Ming) est un membre du Conseil législatif de la région administrative spéciale de Hong Kong.

## Biographie
Né le 8 juin 1938 à Hong Kong, cet avocat de formation est fondateur du Parti démocratique de Hong Kong.
Il a reçu le prix du National Endowment for Democracy (NED).
Il est membre individuel de l'Internationale libérale.
En avril 2021, Martin Lee est reconnu coupable d'avoir organisé et participé à une manifestation non autorisée du camp pro-démocratie en 2019. Il reçoit une peine avec sursis.
En août 2023, sa condamnation (ainsi que celles de Lee Cheuk-yan (en), Margaret Ng, Leung Kwok-hung, Cyd Ho (en), Albert Ho et Jimmy Lai) d'avril 2021 pour organisation d'une manifestation non autorisée est annulée par la Cour d'appel (en). Sa condamnation pour participation est maintenue.